# Alexandre de Riquer
Alexandre de Riquer e Ynglada (Calaf, 3 de mayo de 1856-Palma, 13 de noviembre de 1920), VII conde de Casa Dávalos, fue un diseñador, dibujante, pintor, grabador, intelectual, escritor y poeta español, una de las figuras más importantes del modernismo catalán.

## Biografía
Pertenecía a una familia aristocrática, los condes de Casa Dávalos y marqueses de Benavent. Su padre, Martín de Riquer y Comelles, fue un alto dirigente de los carlistas de Cataluña, mientras su madre, Elisea Ynglada y Moragas, pertenecía a una familia de intelectuales y artistas como el escritor José Coroleu e Ynglada y su hijo el psiquiatra y publicista Wifredo Coroleu y Borrás, y los pintores Modesto Urgell e Ynglada y su hijo, Ricardo Urgell y Carreras. 
Estudió en Francia, primero en Béziers entre 1869 y 1871, y por su interés en las clases de dibujo se matriculó en la escuela de Bellas Artes de Tolosa de Llenguadoc. De regreso a Barcelona en 1874 prosigue sus estudios en la escuela Llotja. Por estas fechas escribe poesías Notas del alma datadas en el año 1875, donde la influencia de Gustavo Adolfo Bécquer y de Ramón de Campoamor está manifiesta, como relata Martín de Riquer y Morera.

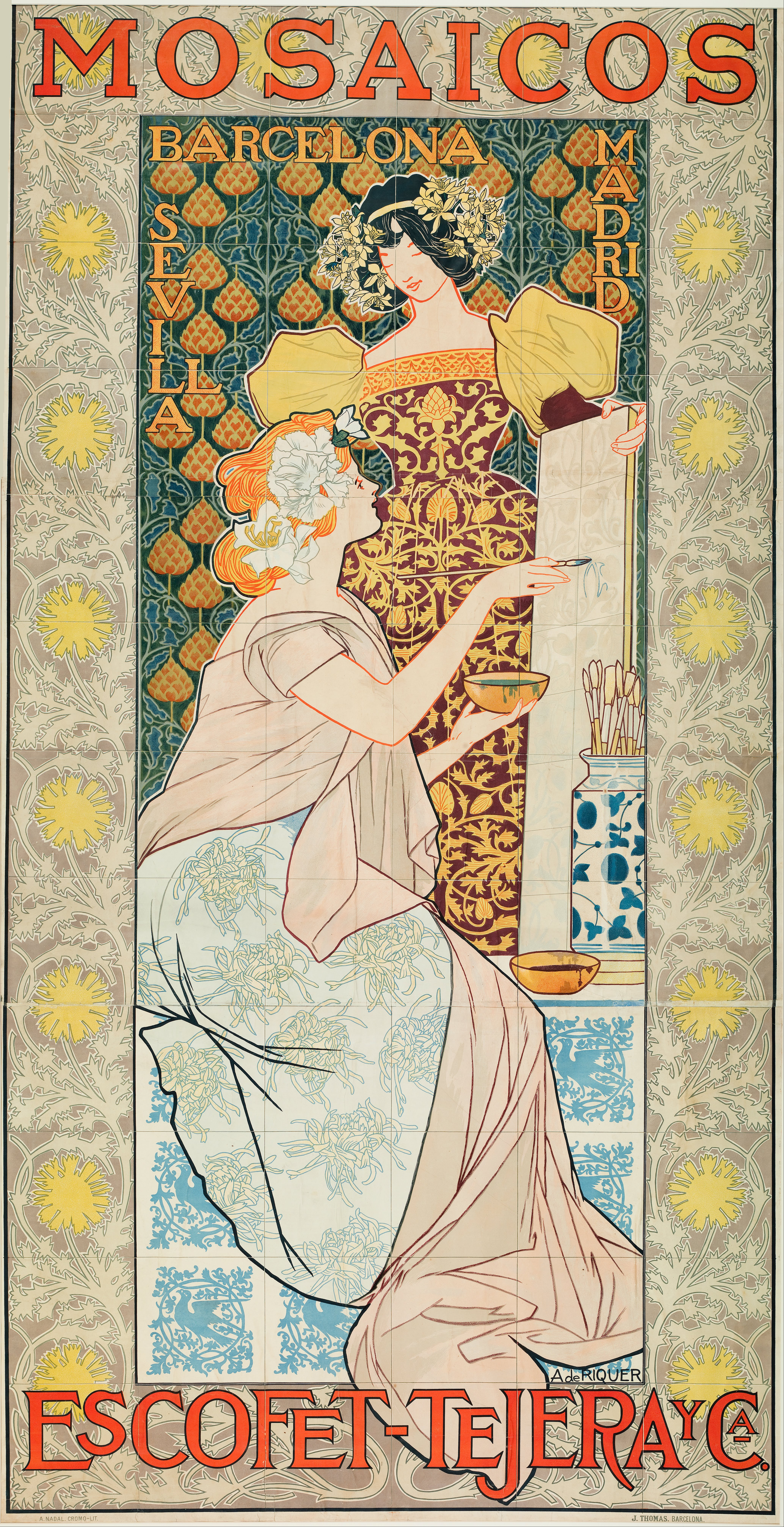
Panel de cerámica (1900).

Viajó por Roma y París; pero fue en su viaje a Londres en el año 1894, donde conoció el movimiento de los prerrafaelitas ingleses y el arte japonés, que causarían una gran influencia en sus creaciones. También conoció al pintor y diseñador William Morris y sobre todo a Edward Burne-Jones que le influyó para dedicarse con especial interés en las artes gráficas y decorativas, introduciendo en Cataluña el modernismo de inspiración británica. 
Alexandre Riquer destacó especialmente como diseñador gráfico, con gran dominio del dibujo. Su gran producción artística en este campo tuvo un papel fundamental en la estética modernista, siendo el autor de algunas de las imágenes gráficas más representativas del modernismo catalán. Hizo carteles, aguafuertes, ilustraciones en libros y revistas, diplomas, postales, sellos, recordatorios, menús, partituras, tarjetas comerciales y ex-libris.
Participó junto con Joan Llimona en la fundación del Cercle Artístic de Sant Lluc siendo su primer vocal conservador y tuvo una gran vinculación con la ciudad de Tarrasa, donde contribuyó a la difusión del modernismo con su amigo Joaquim Vancells. Colaboró en la ilustración de las revistas, entre otras, La Ilustració Catalana y Arte y Letras y libros de la colección Arte y Letras dirigida por Lluís Domènech i Montaner, con quien colaboró en las obras de la Exposición Universal de Barcelona de 1888, en la decoración del Hotel Internacional y las cerámicas exteriores del restaurante El Castell dels Tres Dragons.
En 1890 hizo su primera exposición individual en la Sala Parés de Barcelona, con el tema exclusivo de pájaros, con gran éxito de crítica y venta.
Publicó a partir de 1897 varios libros de sonetos con ilustraciones realizadas también por él.
Se casó con María Dolores Palau González de Quijano, con quien tuvo nueve hijos, Emilio de Riquer y Palau, María de Riquer y Palau, Elisea de Riquer y Palau, Pedro de Riquer y Palau, Alejandro de Riquer y Palau, Emilia de Riquer y Palau, Eliseo de Riquer y Palau, José María de Riquer y Palau y Ramón de Riquer y Palau. Después de enviudar, se casó en segundas nupcias en 1911 con la escritora francesa Marguerite Laborde («Andrée Béarn» en literatura), con quien tuvo un hijo, Juan de Riquer y Laborde (Jean de Riquer); a partir de entonces se dedicó casi exclusivamente a la pintura.

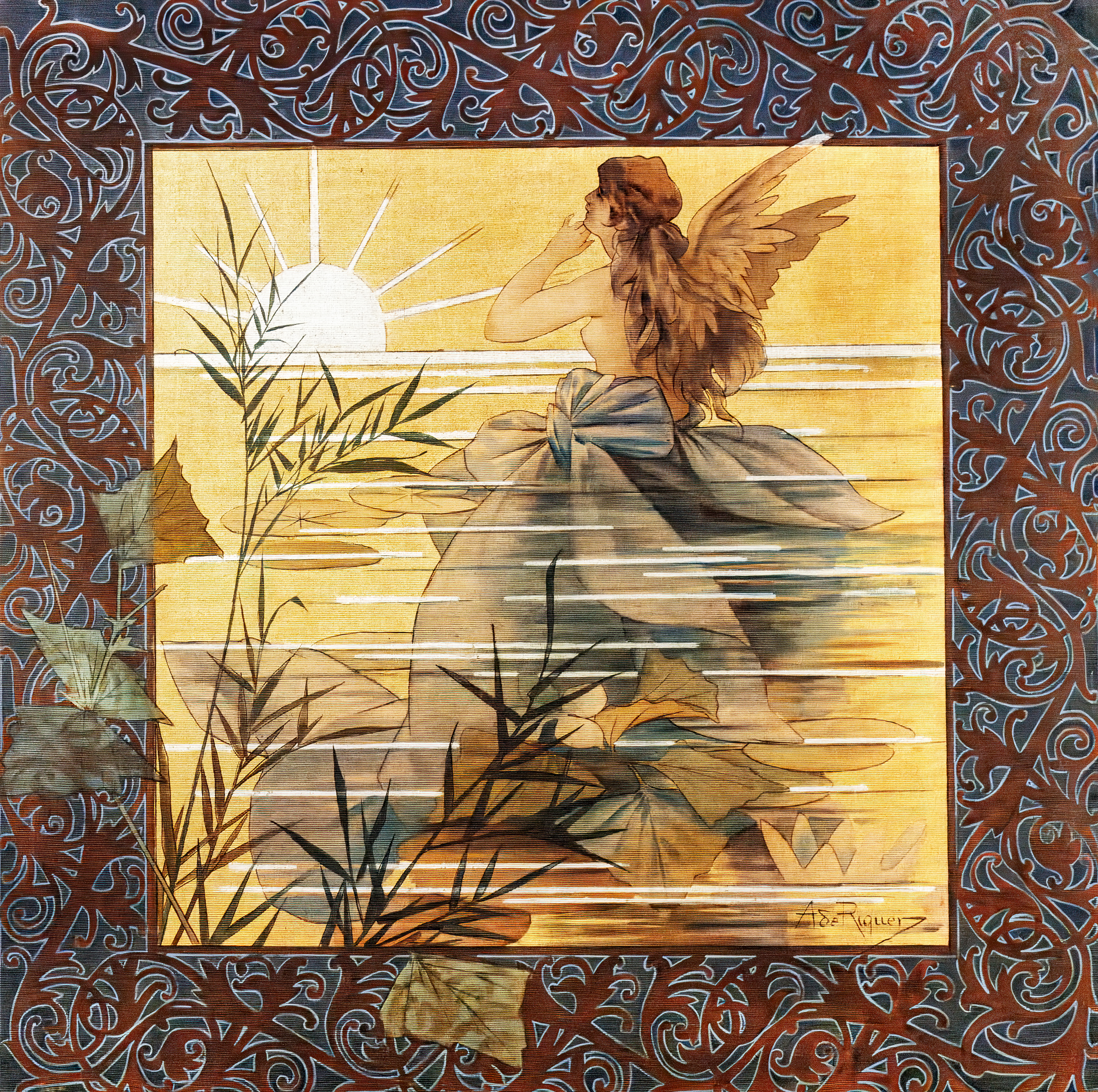
Ninfa alada al amanecer (1887).

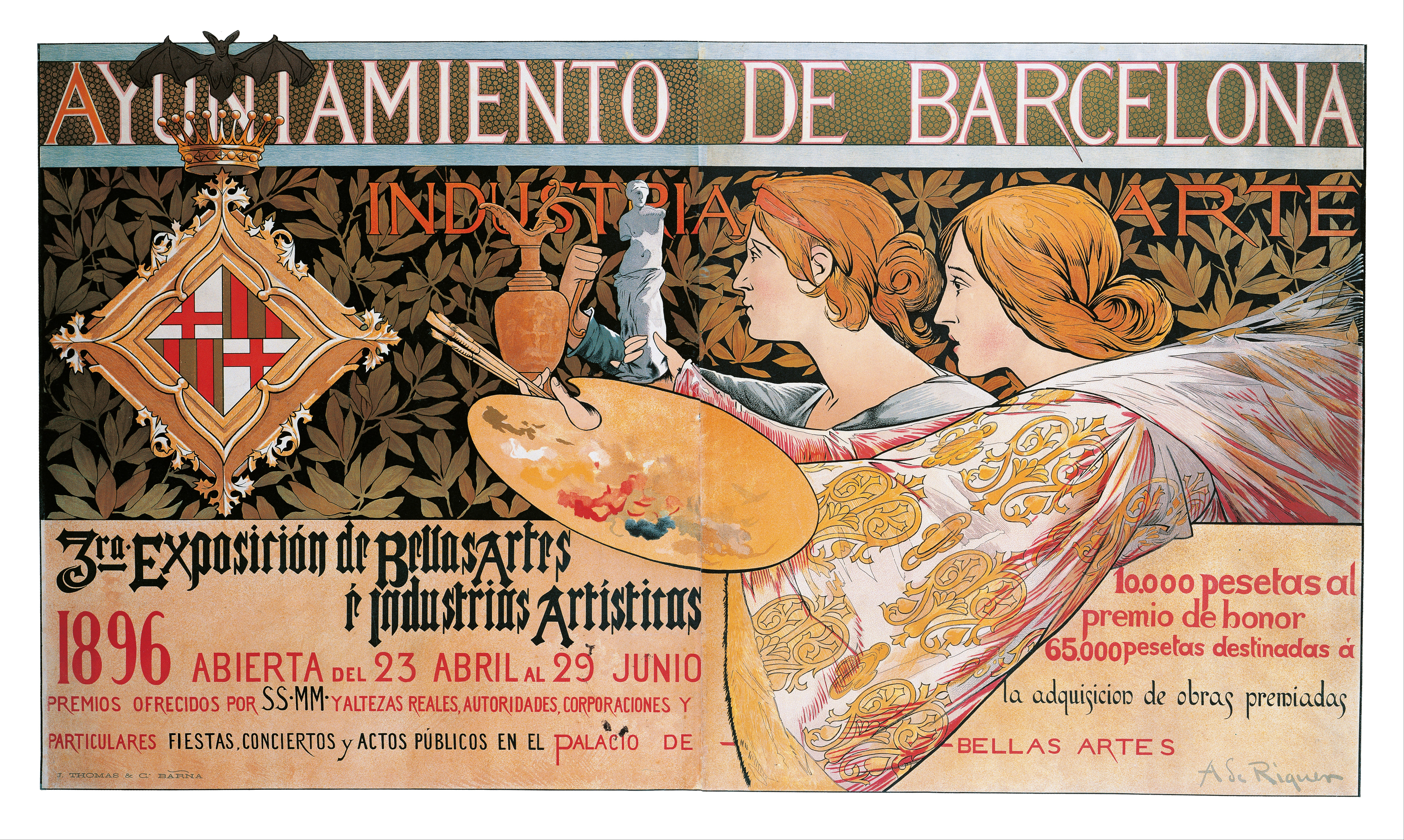
Cartel de la 3ª Exposición de Bellas Artes é Industrias Artísticas (1896).

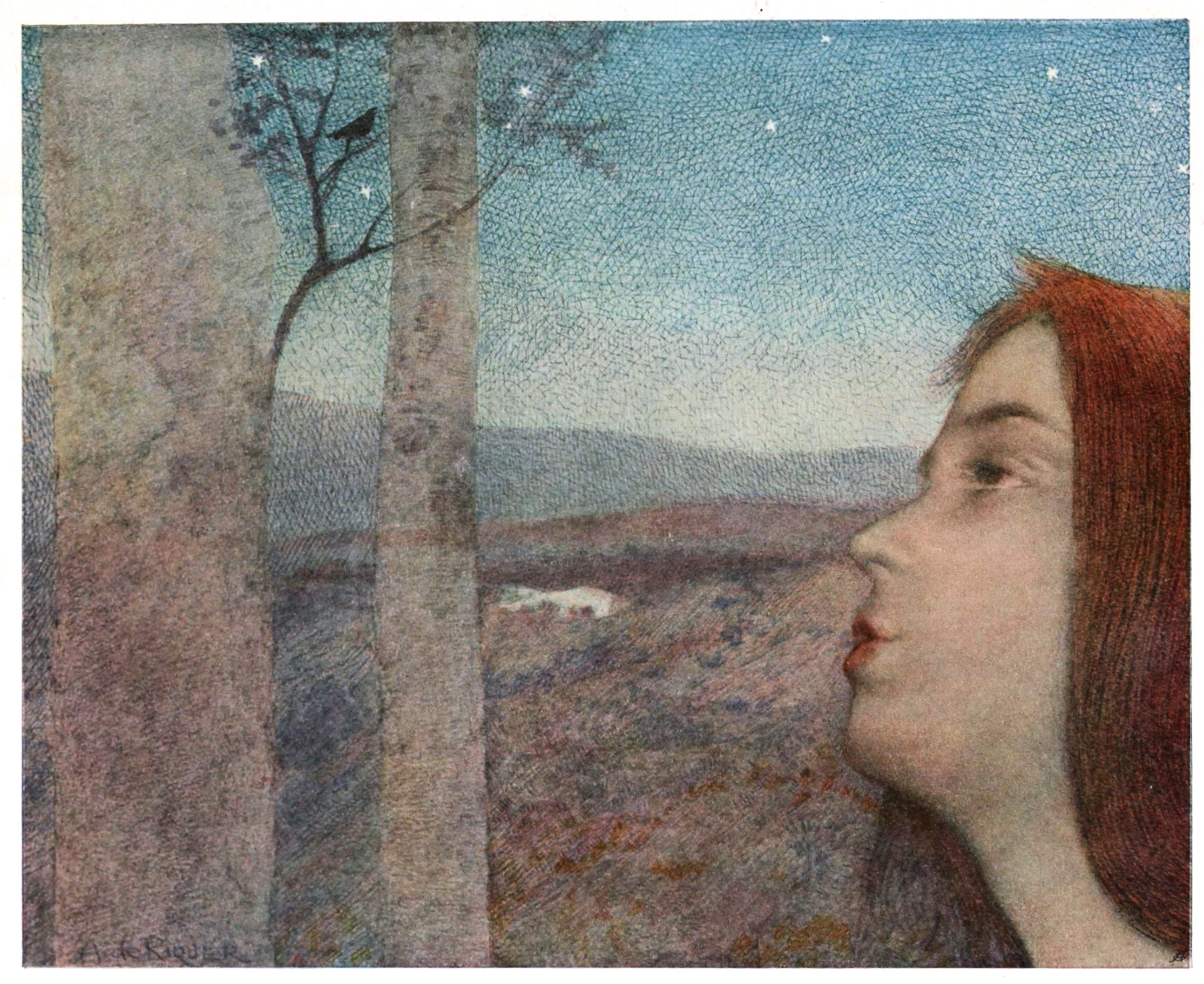
Appel à l’oiseau (1907).

| - 1875 - Notas del alma. Manuscrito - 1897 - Quan jo era noy - 1899 - Crisantemes - 1899 - Obdulia - 1900 - El rei dels álbers - 1902 - Anyorances - 1906 - Aplec de Sonets - 1910 - Poema del Bosch - 1978 - Petons | - 1876 - Paisatge de la Segarra - 1877 - Purísima. Museo Diocesano de Barcelona. - 1890 - Sant Francesc i els ocells - 1890 - Entre lirios - 1893 - Donas amb catàleg. Ateneu Barcelonés - 1893 - La Anunciación - 1911 - Marguerite Laborde. Museo Nacional de Arte de Cataluña en Barcelona. - 1912 - Rebaño cerca de Oloron - 1913 - Aranjuez Fuente de Baco - 1916 - Emilia de Riquer i Palau. MNAC - 1918 - Olivares |